# Libjpeg
libjpeg은 C언어로 작성되었으며, 전 세계적으로 널리 쓰이는 JPEG 파일의 디코딩, 인코딩이 구현된 라이브러리이다. 이 라이브러리는 Independent JPEG Group에서 개발하였다.

## 유틸리티
libjpeg은 다음과 같은 유틸리티들을 포함하고 있다.
- cjpeg, djpeg은 JPEG과 다른 사진 파일 포맷간의 변환을 수행한다.
- rdjpgcom, wrjpgcom은 JFIF 파일 안의 텍스트의 읽고 쓰기를 수행한다.
- jpegtran은 서로 다른 JPEG 포맷간의 무손실 트랜스코딩을 위한 유틸리티이다.

## 같이 보기
- 손실 압축
- JPEG